# Tournoi Grand Suisse FIDE 2025
Navigation
Tournoi Grand Suisse FIDE 2023
Le tournoi Grand Suisse FIDE 2025 (FIDE Grand Swiss Tournament 2025) est un tournoi d'échecs faisant partie du cycle de qualification pour le Championnat du monde d'échecs 2026. Il s'agit d'un tournoi en système suisse en 11 rondes avec 109 joueurs qui s'affrontent du 3 au 15 septembre 2025 à Samarkande. Le vainqueur et le deuxième du tournoi gagnent le droit de participer au tournoi des candidats de 2026.

## Format
Le format du tournoi est un système suisse en 11 tours, avec des appariements effectués selon le système néerlandais pour les tournois suisses.

### Départage
Les départages entre joueurs qui terminent sur le même score sont déterminés, dans l'ordre, par les règles suivantes:
1. Classement Elo des adversaires, coupe 1 (c'est-à-dire excluant l'adversaire de plus bas Elo) ;
2. système Buchholz, coupe 1 ;
3. système Buchholz ;
4. les résultats des matchs individuels entre joueurs à égalité ;
5. tirage au sort.

### Lieu et dates
Le tournoi se déroulent du 3 au 15 septembre 2025 à Samarkande en Ouzbékistan.

## Participants
Selon les règlements de la FIDE, les 109 invitations initiales étaient réparties comme suit :
- 100 qualifiés par Elo – les cent meilleurs joueurs de la liste FIDE du 1er novembre 2024[note 1]
- La Championne du monde féminine au 1 mars 2025 ;
- 4 places continentales, chacune nommée par l'un des quatre présidents continentaux de la FIDE ;
- 4 joueurs nommés par le président de la FIDE (dont 3 joueurs qui atteignent les 16 derniers de la Coupe du monde, et le joueur le mieux noté qui n'est pas encore qualifié).

Diverses méthodes sont également spécifiées pour remplacer un joueur qui refuse une invitation.